# 塞貝西島
塞貝西島是印度尼西亞的島嶼，位於爪哇島和蘇門答臘之間的巽他海峽。1883年處於該島以南約12公里的喀拉喀托火山發生火山爆發，官方記錄島上3,000人死亡，其中1,000人是非居民。